# Gengangere
 For alternative betydninger, se Gengangere (flertydig). (Se også artikler, som begynder med Gengangere)
Gengangere er et drama skrevet af Henrik Ibsen, udgivet 12. december 1881. Det kom som efterfølger til hans naturalistiske dramaer: Samfundets støtter (1877) og Et dukkehjem (1879).
Gengangere forsætter i den naturalistiske stil, og formen er forsat baseret på den neoklassiske form, som Ibsen mestrer.
Værket er oversat til adskillige sprog, og på engelsk bærer det titlen "Ghosts".
Gengangere er et familiedrama i tre akter, uden intern sceneinddeling.
Dramaet handler om fru Alving, som åbner et asyl i sin afdøde mand, kaptajn og kammerherre Alvings navn. Hun får hjælp af pastor Manders, barndomsven og præst af kaptajn Alving, til at administrere de økonomiske forhold. Fru Alving er lykkelig over at hendes søn, Oswald, er vendt hjem fra det store udland på ubestemt tid. Ydermere findes bi-historien om forholdet imellem tjenestepigen Regine og hendes far, Jakob Engstrand.
Som dramaet udvikler sig, viser det sig at kaptajn Alving var en synder, som skejede ud og førte en dårlig livsstil. Fru Alving påtog sig opgaven at dække over denne adfærd, efter hun forsøgte at forlade Alving til fordel for præsten, efter et års ægteskab. Manders førte pligten over lykken, og overtalte fru Alving til at vende tilbage, hvorefter fru Alving begyndte at holde kaptajn Alvings livsstil skjult.
Hun kunne dog ikke forhindre at kaptajnen forgreb sig på deres tjenestepige, som kom i ulykke. Hun fik 300 specier, og valgte at gifte sig med Jakob Engstrand. Johanne, tjenestepigen, fortalte det var en engelsk kaptajn som havde bragt hende i uføre, og hun fører dermed løgnene videre.
Fru Alving tager barnet til sig og senere Regine. Oswald forelsker sig i Regines ydre, og ønsker hun skal hjælpe ham, da han er blevet syg. Man antager der menes syfilis, en sygdom man dengang mente var arvelig, og som førte til sindssyge og anfald.
Sideløbende narrer Engstrand Manders til at holde andagt i asylet, men efterlader et lys, så asylet går op i røg. Efter denne brand rulles alle løgnene op, og dramaet ender med Oswalds mentale død, og fru Alvings sindssyge.
Gengangere har også været opført i Danmark. 
I 2024 blev samme produktion først opført på Husets Teater og derefter på Odense Teater.